# 豐岡車站 (兵庫縣)
豐岡車站（日语：／ Toyooka eki */?）是一由西日本旅客鐵道（JR西日本）與第三部門鐵路公司北近畿丹後鐵道（北近畿タンゴ鉄道，簡稱為「KTR」）所共用的鐵路車站，位於日本兵庫縣豐岡市大手町，是JR西日本山陰本線與北近畿丹後鐵道宮津線的交會車站，也是宮津線的終點車站。在JR西日本部分，本站隸屬於近畿統括本部的管轄範圍。豐岡車站是所在地豐岡市的主車站，因此車站四周環繞許多該市重要的行政與商業單位，而行駛於山陰本線與宮津線上的各級列車也全都有在本站停靠。

## 車站結構

### JR西日本
側式月台1面1線與島式月台1面2線，合計2面3線的地面車站。跨站式站房、閘口位於2樓。側式的1號月台，島式的3、4號月台位於1樓，可使用樓梯或升降機。3、4號月台的北側設有國鐵時代的站名牌。新站舍啟用以前，站舍位於側式的1號月台側，舊2、3號月台以跨線天橋連絡。

#### 月台配置
| 月台    | 路線     | 方向 | 目的地                   |
| ------- | -------- | ---- | ------------------------ |
| 1、3、4 | 山陰本線 | 上行 | 和田山、京都、大阪方向   |
| 1、3、4 | 山陰本線 | 下行 | 城崎溫泉、濱坂、鳥取方向 |

#### 歷史
- 1909年：

- 7月10日：鐵道院八鹿站～本站間開業，為終點站。客貨運服務開始。
- 9月5日：路線伸延至城崎站，改為中途站。
- 10月12日：制定線路名稱，歸播但線所屬。

- 1910年10月：站房改建[1]。
- 1912年3月1日：因應播但線福知山站～和田山站～香住站改編入山陰本線，改為山陰本線車站。
- 1925年5月23日：北但馬發生地震。站房倒塌損毁，車站內的機關車庫有罐車發生爆炸[3]。
- 1947年11月27日：昭和天皇於山陰地區巡幸，在本站作6分鐘運轉停車時到訪[4]。
- 1968年10月5日：昭和天皇、香淳皇后因出席第23回國民體育大會（日语：第23回国民体育大会），其御召列車由若狹高濱站駛至本站到訪。[5]。
- 1972年4月1日：貨櫃基地開業[6]。
- 1984年1月21日：貨物提取服務取消[2]。
- 1986年11月1日：手提行李提取服務取消[2]。
- 1987年4月1日：國鐵分割民營化、由JR西日本繼承[2]。
- 2006年12月18日：開始採用發車音樂[7]。
- 2011年2月13日：新站房完成啟用[8][1]。
- 2012年3月17日：站前廣場（路線巴士、的士駐車場等）工程完成，開始使用[9]。
- 2021年3月13日：可以使用「ICOCA」[10][11]。
- 2022年：

- 2月24日：綠窗口結束營業。
- 2月25日：開始採用可發售指定席車票的綠之售票機Plus。
- 6月1日：作為管理站的管轄區域擴大。

### 京都丹後鐵道

#### 站房
簡易式站房設於JR1號月台上，設有與站外連接的出入口（位於豐岡市觀光協會旁的通道）以及與JR月台連接的轉乘口。部份由JR山陰本線直通的列車會使用1號月台上落，亦會在另一邊沒有標示月台編號的一邊發車。

#### 月台配置
| 月台 | 路線       | 方向       | 目的地           | 備註                                 |
| ---- | ---------- | ---------- | ---------------- | ------------------------------------ |
|      | ■KTR宮津線 | ■KTR宮津線 | 天橋立、宮津方向 | 只限「丹後探索者」 JR線的2號月台開出 |

#### 歷史
包括國鐵時代及JR時代的事件。
- 1929年12月15日：鐵道省峰豊線本站～久美濱站開業[16][13][17]。
- 1932年8月10日：JR西日本將峰豊線撥歸藍宮津線內[17]。
- 1990年4月1日：宮津線轉交至北近畿丹後鐵道營運及管理[15]。
- 2015年4月1日：北近畿丹後鐵道將宮津線轉交至WILLER TRAINS營運[14]。

## 使用情況
- JR西日本
  - 根據「豐岡市統計書[18]」，2017年（平成29年）度的1日平均上車人次為1,846人。
- 京都丹後鐵道
  - 根據「豐岡市統計書[18]」，2017年（平成29年）度的1日平均上車人次為201人。

| 年度   | JR西日本         | 京都丹後鐵道     |
| 年度   | 1日平均 上車人次 | 1日平均 上車人次 |
| ------ | ---------------- | ---------------- |
| 1998年 | 2,769            |                  |
| 1999年 | 2,663            |                  |
| 2000年 | 2,604            |                  |
| 2001年 | 2,524            |                  |
| 2002年 | 2,361            |                  |
| 2003年 | 2,280            | 192              |
| 2004年 | 2,198            | 190              |
| 2005年 | 2,173            | 165              |
| 2006年 | 2,109            | 190              |
| 2007年 | 2,064            | 240              |
| 2008年 | 2,007            | 198              |
| 2009年 | 2,013            | 164              |
| 2010年 | 1,974            | 172              |
| 2011年 | 1,955            | 157              |
| 2012年 | 1,980            | 167              |
| 2013年 | 2,015            | 189              |
| 2014年 | 1,895            | 198              |
| 2015年 | 1,929            | 219              |
| 2016年 | 1,886            | 201              |
| 2017年 | 1,846            | 201              |

## 相鄰車站
西日本旅客鐵道
 山陰本線
- 特急「東方白鸛」「城崎」「濱風」停車站

■快速
國府－豐岡－（此站到發的一部分停靠玄武洞站）－城崎溫泉
■普通
國府－豐岡－玄武洞
京都丹後鐵道
宮豐線
快速（久美濱起為特急「橋立」）
久美濱（T24）－豐岡（T26）
普通
鸛之鄉（T25）－豐岡（T26）

## 外部連結
- 豐岡｜車站資訊：JR出門網 - 西日本旅客鐵道
- Willer Trains 豐岡站